# Церковь Святого Франциска Ассизского (Каракас)

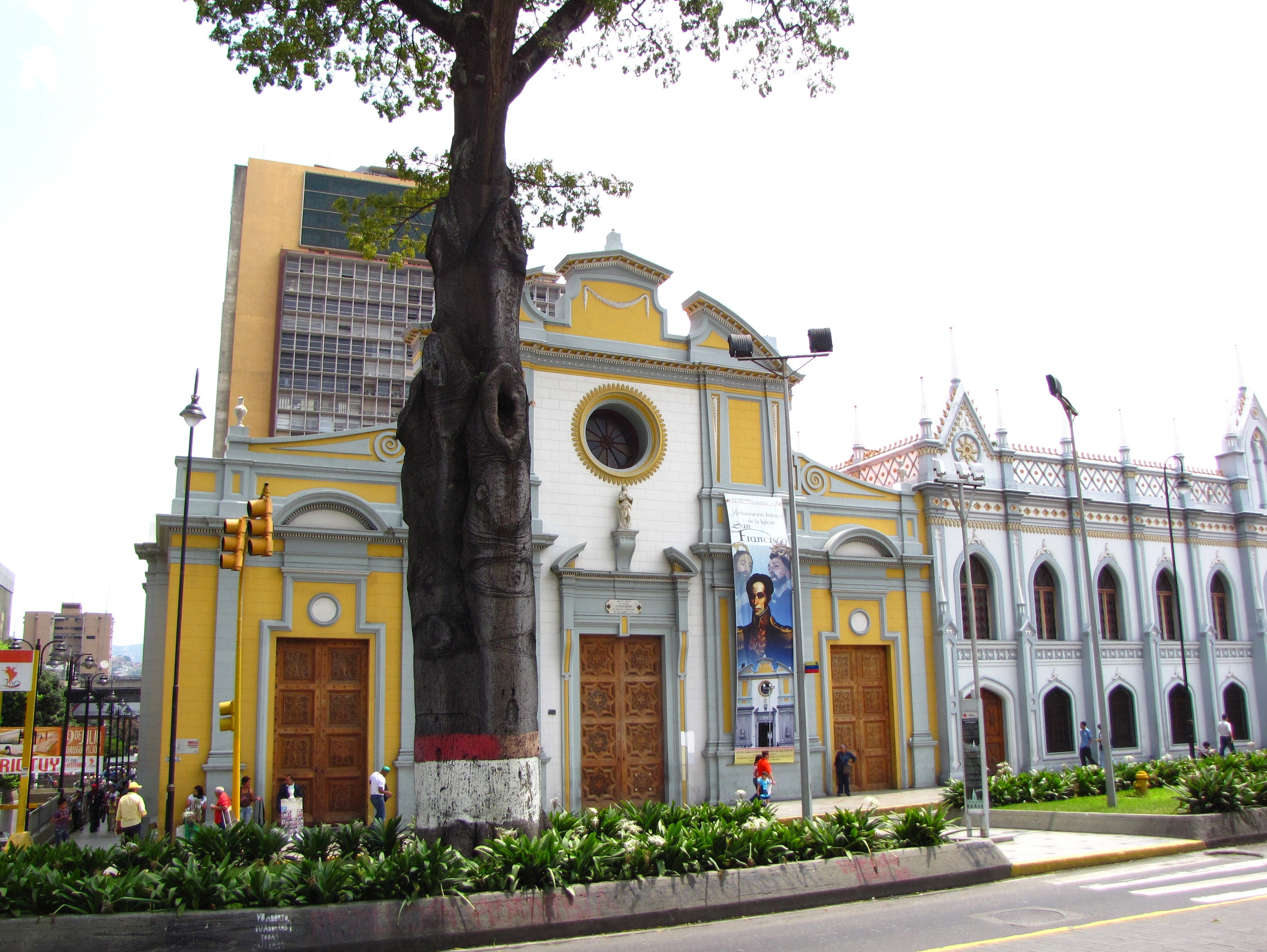
Современный вид храма

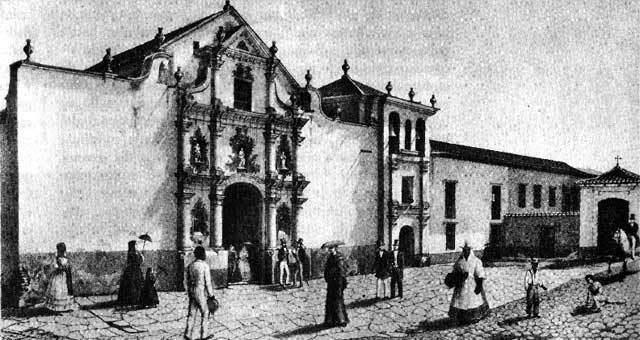
Зарисовка 1845 года

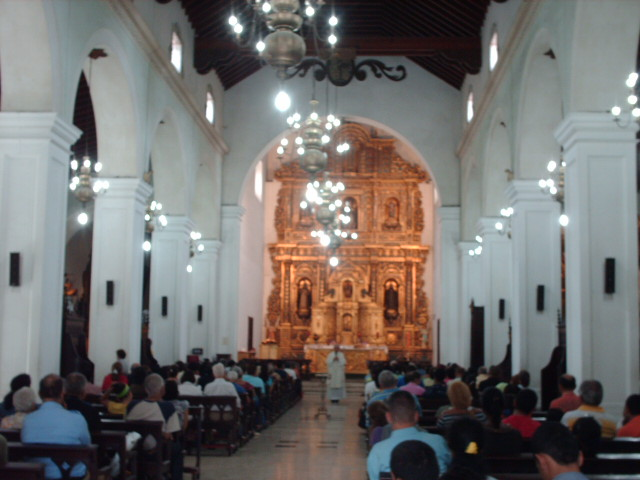
Интерьер

Церковь святого Франциска Ассизского (исп. Iglesia de San Francisco) — католическая церковь, находящаяся в Каракасе, Венесуэла. Освящена в честь святого Франциска Ассизского. Национальный памятник (с 06.04.1956).
Неподалёку расположены Академический дворец, здание бывшего Верховного суда и Федеральный законодательный дворец. Около храма произрастает 150-летняя сейба под наименованием «Святой Франциск», которая считается местной достопримечательностью.
Строительство храма по проекту архитектора Антонио Луиса Ульана началось в 1593 году. Храм строился как дополнение к францисканскому монастырю святого Франциска и для использования его в качестве духовного учреждения Академического дворца. В 1641 году храм серьёзно пострадал во время землетрясения. В 1745 году церковь была расширена — был увеличено входное пространство. В 1746 году был построен современный алтарь, посвящённый Вифлеемскому Младенцу Иисусу.
В 1887 году по инициативе президента Венесуэльской республики Антонио Гусмана Бланко произошла реконструкция храма, во время которой был изменён фасад. В 1813 году Симон Боливар после Адмиральской кампании присвоил храму титул «El Libertador». С 17 декабря 1842 года в церкви до переноса в Каракасский кафедральный собор хранились останки Симона Боливара.